# 99.9 -刑事專門律師-
《99.9 不可能的翻案》，係日本TBS電視台於「週日劇場」時段播出之日本電視影集，由松本潤主演。
第一季於2016年4月17日起至同年6月19日止播出，並曾獲第89回日劇學院賞最優秀作品賞；2018年1月14日起至同年3月18日止播出第二季，第二季亦為「東芝週日劇場」時代自1993年4月以降由電視劇過渡到影集的第100部作品。在第二季2018年3月18日下檔後，東芝從週日劇場時段的冠名贊助商名單中撤出。
受到新型冠狀病毒疫情擴大影響，「週日劇場」時段原預計於2020年4月播出之《半澤直樹》（第二季）推延至7月19日播出（另於7月5日及7月12日播出《半澤直樹》特別剪輯版），本劇於同年5月31日至6月28日止，共五週，播出特別剪輯版。特別剪輯版內容為第一季第1至3集及第5至6集，並由松本潤、香川照之及榮倉奈奈等演員以遠距方式，在特別剪輯版各集開頭談論有關各集製播當時有關的軼聞。
2021年12月29日播出「特別篇：新的相遇篇」，該集特別版內容翌日（12月30日）在日本上映的電影版《99.9 -刑事專門律師- THE MOVIE》劇情有關。臺灣由KKTV跟播。電影版在日本創下28.7億日圓（約新台幣6.5億元）票房佳績，也是松本潤在所屬的「嵐」休團後，首部回歸作品。特別的是，這也是松本潤與西島秀俊首度共演。電影版於2022年5月27日在台上映。
第一季Catch Copy為「證明清白的概率，0.1%」（無実を証明できる確率、0.1%）、第二季則為「復歸，是為了再次挑戰0.1%」（帰ってくる。再び0.1%に挑むために。）。

## 概述
本劇是日本電視劇中第一部以「刑事專門律師」為主要題材的法律娛樂作品。以一集完結的形式，是日本電視劇中首次將「刑事專門律師」此一職業作為主題的電視劇。標題名為「99.9」，係因日本刑事案件的有罪判決率為99.9%，本劇主角係企圖找出剩餘0.1%無罪機率的律師。
第一季主要以「檢察官對律師」的方式推進劇情，在第二季中則加入法官，構成「三角關係」的方式推進。
2021年2月17日，公布將於同年冬天推出電影版。在2月17日發表電影版前夕，官方Twitter帳號等社群網站的倒數發文，一度蔚為話題。
2021年9月13日，電影版定檔在在12月30日上映。同年11月15日則公布將製播與電影劇情緊密連結的完全新作特別版。該部特別版登場的新手律師河野穗乃果及神秘律師南雲恭平，亦於電影版中演出。
2019年12月，由300人投票參加的「香川照之歷次演出電視劇人氣排行榜」中，本劇凌駕「半澤直樹」、「UNFAIR」等劇成為第一名。

## 登場人物

### 主要人物
| 角色       | 演員           | 香港配音 | 介紹 |
| 深山大翔   | 成年：松本潤   | 梁偉德   | 斑目法律事務所法務部 刑事専門律師 金澤市立大學法學部畢業，個性奇特，不同於其他律師對於民事案件毫無興趣，僅對刑事案件感興趣，對事實相當執著，詢問委託人時都從出生地問起。生活總是十分節儉，對食物極為講究，隨身攜帶自製調味料。小料理店「表哥家（）」廚師(常在做料理時思考案件)。在破案時常講冷笑話。                                                                                            |
| 深山大翔   | 童年：森田愛蓮 | 陳琴雲   | 斑目法律事務所法務部 刑事専門律師 金澤市立大學法學部畢業，個性奇特，不同於其他律師對於民事案件毫無興趣，僅對刑事案件感興趣，對事實相當執著，詢問委託人時都從出生地問起。生活總是十分節儉，對食物極為講究，隨身攜帶自製調味料。小料理店「表哥家（）」廚師(常在做料理時思考案件)。在破案時常講冷笑話。                                                                                            |
| 佐田篤弘   | 香川照之       | 李錦綸   | 斑目法律事務所法務部 企業法務室主任 → 斑目法律事務所法務部 刑事室主任 東京大學法學部畢業，原東京地方檢查廳檢察官。現為深山大翔、立花彩乃和尾崎舞子的上司。以委託人利益為優先，覺得深山講的笑話很好笑。 |
| 立花彩乃   | 榮倉奈奈       | 何璐怡   | （SEASON I全季、SEASON II 第1集、最後一集出演）斑目法律事務所法務部 企業法務專門律師 → 斑目法律事務所法務部 刑事專門律師 東京大學法學部畢業，有著積極向上和不服輸得性格，不管任何事情，總付出120%的努力家，熱愛職業摔角，經常替不帶錢出門的深山代墊計程車費和出差費。 SEASON II 到美國留學。 |
| 尾崎舞子   | 木村文乃       | 魏惠娥   | （SEASON II登場）東京大學法學部畢業，原為裁判官(法官)後轉任律師。在學期間通過司法考試合格，經過司法實習後成為法官。主要擔任刑事案件法官，但後來因為某事件關係辭掉法官工作。 辭職之後與司法界有了一定的距離，故將昔日好友父親的辯護托付給斑目法律事務所，進而在斑目法律事務所工作，與就算在相對證據相當不利當事人的情況之下也要追求0.1%事實真相的深山對立。 喜歡腹語術，有時會以腹語術自言自語。 |
| 河野穗乃果 | 杉咲花         | 凌晞     | （完全新作SP登場）新人律師。若月昭三的孫女。 |

### 斑目法律事務所
| 角色       | 演員       | 香港配音      | 介紹 |
| 斑目春彦   | 岸部一德   | 朱子聰→招世亮 | 斑目法律事務所所長 邀請深山大翔到斑目法律事務所工作，和其父親是同學。 |
| 明石達也   | 片桐仁     | 馮錦堂→陳卓智 | 斑目法律事務所法務部刑事専門法務助理。 配合律師為深山大翔，常年跟在深山身旁。拜託他人協助時，會做出誇張的土下座姿勢（整個人趴到地上）。考律師證照多次都沒考到，目前正努力準備考試中。 SEASON I時手機殼為鰈魚，SEASON II時為金龜子。                                                |
| 藤野宏樹   | 兒島雄一   | 蕭徽勇        | 斑目法律事務所法務部刑事専門法務助理。 配合律師為立花彩乃，有一對雙胞胎女兒。 |
| 戶川奈津子 | 渡邊真起子 | 許盈          | （SEASON I、SEASON II 第1集）斑目法律事務所法務部刑事専門法務助理。 配合律師為佐田篤弘，擁有一流的事務處理能力，志賀對其一直抱有好感。 SEASON II 因與志賀結婚，離開斑目法律事務所。                                                                                                |
| 中塚美麗   | 馬場園梓   | 朱妙蘭→陸惠玲 | （SEASON II新增角色）斑目法律事務所法務部刑事専門法務助理。 與立花一樣是職業摔跤迷，立花稱其為副團長。 |
| 志賀誠     | 藤本隆宏   | 潘文柏        | （SEASON I、SEASON II 第1集）斑目法律事務所法務部企業法務專門律師→斑目法律事務所法務部企業法務室主任 → Let's begin法律事務所 喜歡戶川奈津子，故其他人常利用她當作讓他幫忙的交換條件。 SEASON II 與戶川結婚後離開斑目法律事務所，自行在外開設法律事務所Let's begin。                |
| 落合陽平   | 馬場徹     | 曹啟謙        | 斑目法律事務所法務部 企業法務專門律師（SEASON I） →斑目法律事務所法務部刑事專門律師（SEASON II） 喜歡立花彩乃（SEASON I），故其他人常利用她當作讓他幫忙的交換條件。SEASON II中喜歡尾崎舞子。 擁有 模型檢定2級、拼圖超達人檢定1級、空手道2級、柔道初段、截拳道4級、影像處理檢定資格 |

### 檢察廳
| 角色     | 演員       | 香港配音      | 介紹 |
| 丸川貴久 | 青木崇高   | 陳廷軒→黃啟昌 | 東京地方檢察廳・檢察官（SEASON I） →金澤地方檢察廳・檢察官（SEASON II）。                               |
| 稻葉     | 小市慢太郎 | 陳欣          | （僅於SEASON I出現的角色）刑事部長。                                                                    |
| 大友修一 | 奥田瑛二   | 張炳強        | 東京地方檢察廳檢視正，斑目事務所斑目所長的同學（SEASON I完結篇無期限昇格停止）。 →請辭退休（SEASON II） |

### 裁判所
| 角色       | 演員       | 香港配音 | 介紹                                                                        |
| 川上憲一郎 | 笑福亭鶴瓶 | 陳永信   | （SEASON II新增角色）裁判官，東京地方裁判所所長・代行→最高裁判所事務總長。  |
| 遠藤啓介   | 甲本雅裕   | 張錦江   | （SEASON II新增角色）裁判官，舞子裁判官時代的上司。                         |
| 岡田孝範   | 榎木孝明   | 招世亮   | （SEASON II新增角色）最高裁判所事務總局事務總長，久世家縱火案的一審裁判官。 |
| 稻本真澄   | 須永慶     | 盧國權   | （SEASON II新增角色）東京高等裁判所長官，久世家縱火案的二審裁判官。         |

### 佐田家
| 角色                  | 演員     | 香港配音      | 介紹                                         |
| 佐田由紀子            | 映美倉良 | 曾秀清        | 篤弘的妻子。家庭主婦。                       |
| 佐田霞 （佐田かすみ） | 畑芽育   | 何寶珊→成瑤孆 | 篤弘和由紀子的女兒，在美國時交了一個男朋友。 |

### 小料理店「表哥家（）」
| 角色     | 演員     | 香港配音      | 介紹 |
| 坂東健太 | 池田貴史 | 葉振聲        | 小料理店「表哥家（）」店主兼大廚，和深山大翔是表兄弟關係。 非常喜歡爆炸頭，店內到處都有爆炸頭相關的物品，除此之外顧客及只要帶爆炸頭來店便有優惠。 |
| 加奈子   | 岸井雪乃 | 廖杏茵→黃昕瑜 | 「表哥家」的常客，是一名歌手。 自稱自己是深山大翔的女朋友。                                                                                       |

### 完全新作SP・THE MOVIE
| 角色     | 演員     | 香港配音 | 介紹               |
| 南雲恭平 | 西島秀俊 | 雷霆     | 謎之律師。         |
| 南雲エリ | 蒔田彩珠 | 葉曉欣   | 南雲恭平的養女。   |
| 若月昭三 | 石橋蓮司 | 盧國權   | 河野穗乃果的外公。 |

### 其他角色
| 角色       | 演員     | 香港配音      | 介紹 |
| 深山大介   | 首藤康之 | 陳廷軒→雷霆   | 深山大翔的父親，在石川縣經營餐廳「深山廚房」。                                                          |
| 鏑木美里   | 織田梨沙 | 成瑤孆→張頌欣 | 23年前在石川縣的森林中遇害女高中生。 當時的案發現場發現一把留有大介指紋的雨傘，因此大介遭到逮捕並判刑。 |
| 岡田孝範   | 榎木孝明 |               | (SEASON II新增角色）                                                                                    |
| 鏑木美由紀 | 野野澄花 | 林元春        | (SEASON II新增角色）美里的妹妹。                                                                        |

### 客串角色

#### SEASON I

##### 第1集
| 角色                 | 演員                   | 香港配音 | 介紹                                   |
| 赤木義男             | 赤井英和               | 葉振聲   | 赤木運輸公司社長。                     |
| 赤木陽子             | 加藤貴子               | 黃玉娟   | 義男的妻子。                           |
| 赤木祐希             | 上神田海龍             | 葉曉欣   | 義男與陽子的兒子。                     |
| 友永邦夫             | 田中要次               | 劉昭文   | 「maxV」公司常務董事。                 |
| 塙望美               | 堀内敬子               | 陸惠玲   | 被害人塙幸喜的妻子。                   |
| 木口淳平             | 木本武宏               | 黃啟昌   | 生質燃料的開發者；志賀的委託人。       |
| 副社長               | 石丸謙二郎             | 張炳強   | 獲得特許經營升值燃料買賣的大企業社長。 |
| （「表哥家」的顧客） | 佐藤蛾次郎（特別演出） | 黃子敬   |                                        |

##### 第2集
| 角色                       | 演員                               | 香港配音                     | 介紹                                                                          |
| 山下一貴                   | 風間俊介                           | 李凱傑                       | 木内殺人事件的被告。 為了證明當時是正當防衛，而委託斑目法律事務所替自己辯護。 |
| 木内光                     | 岡山天音                           | 陳成港                       | 被害人。 2年前因婦女施暴案件遭到保護管束處分，數年前與脇矢英彥犯下強姦案。    |
| 脇矢英彥                   | 大和田健介                         | 麥皓豐                       | 小酒吧店長；數年前與木内光犯下強姦案。                                        |
| 朝霧慶一郎                 | 國廣富之                           | 招世亮                       | 朝霧國際企業社長，木內的祖父。                                                |
| 影山一郎                   |                                    | 張錦江                       |                                                                               |
| 佐藤千惠                   | 生田輝                             |                              | 小酒吧店員。                                                                  |
| （富士不見高等學校的教師） | 中山祐一朗                         | 劉昭文                       |                                                                               |
| （山下的未婚妻之母）       | 瀧澤涼子                           | 袁淑珍                       |                                                                               |
| 瞳                         | 中川真櫻                           | 魏惠娥                       | 山下的未婚妻之妹。                                                            |
| （無家可歸者）             | 諏訪太朗、藤原邦章、邱太郎、村上航 | 潘文柏、黃子敬、陳廷軒、陳欣 |                                                                               |

##### 第3集
| 角色     | 演員     | 香港配音 | 介紹 |
| 吉田果歩 | 山下莉緒 | 黃昕瑜   | 川口建設的女性經理，疑似已事先得知的金庫密碼盜用公司資金，以竊盜罪遭到逮捕。 自小在育幼院長大，相當怨恨遺棄自己的母親。 |
| 宮崎冴子 | 麻生祐未 | 沈小蘭   | 果歩的親生母親，末期胰腺癌患者。 委託深山及立花替自己的女兒辯護。                                                       |
| 川口     | 鶴見辰吾 | 潘文柏   | 川口建設社長。 |
| 郷田     | 田窪一世 | 陳永信   | 川口建設專務董事。 |
| （警官） | 齊藤慎二 | 劉昭文   | 負責調查吉田果歩所涉及案件的警官。                                                                                      |

##### 第4集
| 角色                     | 演員                | 香港配音 | 介紹                                       |
| 菊池章雄                 | 板尾創路            | 劉昭文   | 鵜堂光學研究所研究員，負責研究太陽能發電。 |
| 井原宏子                 | 濱川文江            | 魏惠娥   | 鵜堂光學研究所研究員；菊池的前同事。       |
| 鵜堂勝太郎               | 升毅                | 招世亮   | 鵜堂光學研究所所長。                       |
| 根元勇                   | 淵上泰史            | 周倚天   | 酒吧「Bar KABON」店長。                    |
| （斑目法律事務所事務員） | 大場久美子          |          |                                            |
| （計程車司機）           | 一之瀨亘            |          |                                            |
| （菊池的妻子）           | 比企理惠            | 林元春   |                                            |
| 菊池繪里                 | 橫山未空            | 凌晞     |                                            |
| （鵜堂光學研究所研究員） | 海島雪 日下部千太郎 |          |                                            |

##### 第5集、第6集
| 角色                      | 演員                                                                                | 香港配音       | 介紹                                                                        |
| 谷繁直樹                  | 千葉雄大                                                                            | 李震權         | 因對三枝施暴而遭到逮捕的嫌犯。                                              |
| 三枝尚彥                  | 平田滿                                                                              | 張錦江         | 理白冷藏公司社長。                                                          |
| 水鳥拳                    | 松岡哲永                                                                            | 招世亮         | 永田洛克保全公司員工，前刑警；過去負責調查谷繁社長（直樹的父親）的死因。    |
| 山本                      | 茂呂師岡                                                                            | 林國雄         | 酒吧「Bar Yamamoto」的負責人。                                              |
| 由利篤朗                  | 渡邊慎一郎                                                                          |                | 三枝施暴事件的目擊者。                                                      |
| 谷繁明利                  | 緋田康人                                                                            | 朱子聰         | 谷繁直樹的父親，朱蓮食品公司社長。 18年前從公司大樓頂層跌落身亡。           |
| 谷繁美代子                | 柊子                                                                                |                | 谷繁直樹的妹妹。                                                            |
| 十条武雄                  | 中丸新將                                                                            | 陳永信         | 東京高等檢察廳廳長。                                                        |
| 真島博之 （事件當時21歲） | 菅谷哲也                                                                            | 陳耀楠         | 18年前杉並區企業家千金殺人事件的嫌犯。 被判處無期徒刑，申請再審時死於獄中。 |
| 小野美希 （事件當時18歲） | 柏幸奈                                                                              | 凌晞           | 18年前杉並區企業家千金殺人事件的被害人。                                    |
| 板橋卓二                  | 吉澤悠                                                                              | 劉奕希         | 真島的朋友，已婚育有兒子。                                                  |
| 德川由美子                | 德住有香                                                                            |                | 在18年前杉並區企業家千金殺人事件的現場播報相關消息的新聞特派員。            |
| （真島的母親）            | 梅澤昌代                                                                            | 雷碧娜         | 一直相信自己的兒子無罪，自案法當時至今不斷向法院申請重審。                  |
| （小野的朋友）            | 渡邊江里子 木村美穗（阿佐谷姐妹）                                                   |                |                                                                             |
| （五車製粉公司員工）      | 吉永秀平                                                                            | 李鎮然         | 朱蓮食品公司前任員工，谷繁社長墜樓身亡前最後見到的人。                      |
| （「表哥家」的顧客）      | 今立進 谷井一郎（搞笑團體「elec.comic」） 森慎太郎 江口直人（搞笑團體「DobuRock」） |                |                                                                             |
| （職業摔跤選手）          | 岡田和睦、外道                                                                      | 李鎮然、葉振聲 |                                                                             |

##### 第7集
| 角色                 | 演員       | 香港配音 | 介紹                                                                                    |
| 河村英樹             | 高嶋政伸   | 蘇強文   | 玩具公司「奧洛岡赫比（Orogon Hobby）」的副社長。                                        |
| 西岡徹               | 嶋田久作   | 招世亮   | 「奧洛岡赫比」的專務董事。                                                              |
| 河村幸一             | 大和田伸也 | 盧國權   | 「奧洛岡赫比」的社長。                                                                  |
| 西岡明奈             | 秋月成美   | 凌晞     | 西岡的女兒。                                                                            |
| 大島檢察官           | 池田鐵洋   | 馮志輝   | 東京地檢署的檢察官，負責調查河村幸一殺人事件。                                          |
| （秘書）             | 八木望     | 張頌欣   | 「奧洛岡赫比」的員工暨秘書。                                                            |
| （「表哥家」的顧客） | 桂正和     | 張錦江   | 漫畫家。                                                                                |
| 棚橋                 | 今井隆文   | 黃積權   | 漫畫家三藏山龍的助手（同時期播出的連續劇《重版出來！》之登場人物）。 「表哥家」的顧客。 |

##### 第8集
| 角色       | 演員                          | 香港配音 | 介紹                                                               |
| 岩下亞沙子 | 夏菜（第7集）                 | 陳皓宜   | 系統工程師。 3年前因傷害事件遭到起訴，委託深山擔任自己的辯護律師。 |
| 黑川陽介   | 綾部祐二（搞笑團體「Piece」） | 張方正   | 岩下的男友，有婚姻詐欺的前科。                                     |
| 鈴木政樹   | 林泰文                        | 巫哲棋   | 任職SKR商業金融公司的上班族。                                      |
| 三浦檢察官 | 野間口徹                      | 張錦江   | 東京地檢署檢察官，負責調查鈴木殺人事件。                           |

##### 第9集
| 角色                 | 演員                             | 香港配音 | 介紹                                 |
| 山城皐月             | 國仲涼子                         | 鄭麗麗   | 山城隆三的妻子。                     |
| 山城善之助           | 清水紘治                         | 譚炳文   | 山城鐵路集團董事長。在自宅遭到殺害。 |
| 山城功一             | 平岳大                           | 劉昭文   | 善之助的長男。                       |
| 山城敬二             | 須藤公一                         | 周倚天   | 善之助的次男。                       |
| 山城隆三             | 庄野崎謙                         | 麥皓豐   | 善之助的三男。                       |
| 山城育江             | 中山忍                           | 曾佩儀   | 功一的妻子。                         |
| 山城昌子             | 金智順                           | 李潤知   | 敬二的妻子。                         |
| 山城良典             | 宮近海斗（小傑尼斯）             | 李致林   | 敬二的兒子。                         |
| （山城家幫傭）       | 信江勇                           | 吳羨婷   |                                      |
| （皐月的母親）       | 元井須美子                       |          |                                      |
| （山城家司機）       | 井上康                           |          |                                      |
| （新聞主播）         | 江藤愛（TBS主播）（完結篇）      |          |                                      |
| （「表哥家」的顧客） | 矢野通、米山聰（摔角選手）、邪道 |          | 本人出演。                           |

##### 完結篇
| 角色                 | 演員               | 香港配音     | 介紹                                                                 |
| 石川陽一             | 中丸雄一           | 張方正       | 遭到逮捕的都内連續殺人事件嫌犯。                                     |
| 高山浩介             | 神保悟志           | 張錦江       | 勢羽綜合醫院院長；即將就任都知事。                                   |
| 石川啓太             | 平泉成             | 陳永信       | 陽一的父親。                                                         |
| 中田麻里             | 相馬繪美           |              | 高山都知事競選總部的工作人員。都内連續殺人事件的第一位被害人。       |
| 岡由美子             | 金子彩奈           |              | 都内連續殺人事件的第二位被害人。                                     |
| 渡邊美穗             | 今井梓             |              | 在濱松市的公寓自宅中遭到殺害。與都内連續殺人事件的作案手法相當類似。 |
| 清水和希             | 吹原幸太           | 麥皓豐       | 週刊「DAUNO」記者。負責撰寫濱松殺人事件的相關報導。                  |
| 加藤薫               | 上田遥             | 梁少霞       | 5年前勢羽綜合醫院的入院患者。                                        |
| （陽一的同事）       | 木下隆行           | 劉昭文       |                                                                      |
| 公寓鄰居             | 佐藤真弓           | 沈小蘭       | 與渡邊住在同一間公寓的鄰居，自稱姓名：「齊藤由貴」。                 |
| （渡邊的妹妹）       | 植松壽繪           | 鄭麗麗       |                                                                      |
| 川合護理師           | 信川清順           |              | 勢羽綜合醫院替陽一進行體檢的護理師。                                 |
| 九十九靜香           | 綠川静香           | 曾佩儀       | 播報東京連續殺人事件新聞的電視主播。                                 |
| （「表哥家」的顧客） | 真壁刀義、田口隆祐 | 招世亮、雷霆 | （本人出演。）                                                       |
| 審判長               | 石塚運昇           | 林國雄       | 對陽一作出「無罪」判決的審判長。                                     |

#### SEASON II

##### 第1集
| 角色                 | 演員                 | 香港配音 | 介紹                                                                           |
| 鈴木加代             | 谷村美月             | 張頌欣   | 二郎的女兒，舞子的好友。為了洗刷父親的冤屈，經舞子的介紹到斑目法律事務所諮詢。 |
| 鈴木二郎             | 半海一晃             | 林國雄   | 鈴木紡織社長。被起訴是殺害澤村的兇手，但主張自己是被冤枉的。                   |
| 阿部充               | 長塚圭史             | 劉昭文   | 鈴木紡織員工。                                                                 |
| 伊藤亞紀             | 新妻聖子             | 曾佩儀   | 鈴木紡織員工；阿部的戀人。                                                     |
| 道知部晃             | 山本圭祐             | 胡家豪   | 自來水用品公司「田口日本」員工。                                               |
| 千原                 | Steel哲平            | 麥皓豐   | 「Print Devitt」社員。                                                         |
| （審判長）           | 朝倉伸二             | 張炳強   | 審理二郎捲入之殺人案的審判長。                                                 |
| 澤村和輝             | 鮑伯鈴木             |          | 「澤村財物事務所」社長，在其事務所遭到殺害。                                   |
| （新聞主播）         | 江藤愛               |          | TBS主播。                                                                      |
| （「表哥家」的顧客） | 岡田和睦、佐藤蛾次郎 |          | （本人出演。）                                                                 |
| 松尾良男             | 長江健次             | 馮志輝   | 接任斑目法律事務所法務部刑事室主任職務，但是無法接受深山的行事風格而離職。     |

##### 第2集
| 角色         | 演員           | 香港配音 | 介紹                                                     |
| 三宅宏之     | 小倉一郎       | 黃子敬   | 呂布警備社員。靠雨傘上的指紋察覺小倉學是殺害美裡的真兇。 |
| 小倉學       | 藥丸翔         | 胡家豪   | 26年前與三宅打交道的警官。喜歡美里，將其誤殺。           |
| 藤原         | 不破萬作       | 林國雄   | 26年前深山父親把美里送到附近便利店的店長。               |
| 内田         | 奥田達士       | 蘇強文   | 金澤地方檢察廳的檢察官，丸川的上司。                     |
| （旅館招待） | ぼくもとさきこ | 陸惠玲   | 深山居住旅館的招待。                                     |

##### 第3集
| 角色      | 演員     | 香港配音 | 介紹                                                   |
| Joker茅崎 | 宇崎龍童 | 招世亮   | 大手藝能事務所人氣搖滾歌手，真實姓名「茅之崎萬次郎」。 |
| 山内徹    | 松尾諭   | 劉昭文   | 舞子裁判官時代的前輩。                                 |
| 松井      | 安井順平 | 雷霆     | 公訴檢察官。                                           |
| 村野正義  | 永岡卓也 | 蘇強文   | 敦子的未婚夫，以手段誘導眾人相信JC殺害記者。           |
| 安田尚樹  | 伊藤高史 |          | 記者威脅爆料村野正義內線交易，慘遭其殺害。             |
| 元木      | 保坂知寿 | 袁淑珍   | Joker茅崎的經理人。                                    |
|           | ヨシタツ |          | 本人出演。                                             |
| 石川敦子  | 安達祐實 | 鄭麗麗   | 安田殺人事件的偽證目擊者（患有白內障）。               |

##### 第4集
| 角色       | 演員        | 香港配音 | 介紹                                     |
| 森本貴     | 近藤芳正    | 葉振聲   | 棚橋政一郎的辯護律師，視佐田篤弘為對手。 |
| 岩村梢     | 有森也實    | 蔡惠萍   | 委託人，岩村直樹的太太。                 |
| 棚橋政一郎 | 迫田孝也    | 劉奕希   | 「棚橋機械製作所」的社長，幸次郎的哥哥。 |
| 足立靖男   | 塚地武雅    | 劉昭文   | 「足立工業」的社長。                     |
| 田中裁判長 | 小須田康人  | 張錦江   | 今次民事訴訟的法官。                     |
| 岩村直樹   | 百合岡超特Q | 張炳強   | 「岩村摩打」的社長。                     |
| 棚橋幸次郎 | 永瀧元太郎  |          | 「棚橋機械製作所」的經理，政一郎的弟弟。 |

##### 第5集
| 角色       | 演員     | 香港配音 | 介紹                                               |
| 工藤久美子 | 清原果耶 | 成瑤孆   | 私立三葉女子高中的學生，見網友謊報被人非禮猥褻。   |
| 山崎大輝   | 市川理矩 | 張方正   | 搬運公司的員工，被告。                             |
| 大江德弘   | 福山翔大 | 李凱傑   | 被告。                                             |
| 喜多方修造 | 矢柴俊博 | 馮錦堂   | 公訴檢察官。                                       |
| 燒肉屋店員 | 彰100%   | 陳欣     | 人氣烤肉店「烤肉100%」的店員，山崎大輝的目擊證人。 |
| 工藤純惠   | 吉沢梨絵 | 梁少霞   | 工藤久美子的母親，教育評論家。                     |

註：本集劇情參考日本御殿場事件

##### 第6集
| 角色           | 演員       | 香港配音 | 介紹                                                                    |
| 新井英之       | 龍雷太     | 譚炳文   | 大酉壽司的店長，知道雄太曾犯事，仍雇用他。                              |
| 尾崎雄太       | 佐藤勝利   | 陳灝瑋   | 尾崎舞子的弟弟，大酉壽司的員工。2年前在沙沙壽司工作，因竊盜被告判刑。   |
| 糸村信彥       | 橫田榮司   | 張炳強   | 沙沙壽司社長。                                                          |
| 飯田誠一       | 飯塚實     | 黃子敬   | 香菸店老闆。                                                            |
| 坂本 卓        | 古館佑太郎 | 鄧港文   | 雄太的朋友、高中同學，把雄太介紹給大西認識。2年前竊盜案被尾崎舞子判刑。 |
| 大西達也       | 金子大地   | 鍾見麟   | 雄太的朋友，2年前竊盜事件的證人。                                       |
| 香菜便當店老闆 | IZAM       | 關令翹   |                                                                         |
| 柴田           | 渡邊早織   | 羅孔柔   | 沙沙壽司店的員工。                                                      |
| 平田賢一       | 三又又三   | 招世亮   | 不動產公司社長，被害者。                                                |

##### 第7集
| 角色                 | 演員       | 香港配音 | 介紹                                 |
| 緒方真貴             | 前山田健一 | 鄧志堅   | 緒方科技公司社長，遭殺害。           |
| 笹野櫻               | 比嘉愛未   | 詹健兒   | 緒方科技公司宣傳部員工，和社長交往。 |
| 大河原孝正           | 佐戶井賢太 | 盧國權   | 緒方科技公司專務。                   |
| 中村麻美             | 田中美奈子 | 許盈     | 緒方科技公司經理。                   |
| 滿惠里               | アンミカ   | 謝潔貞   | 緒方真貴前妻。                       |
| 醫師                 | 竹井亮介   | 陳欣     |                                      |
| 弐良光英             | 飯田基祐   | 劉昭文   | 檢察官。                             |
| 小島廣吉             | 小松利昌   | 麥皓豐   | 審判長。                             |
| 新聞主播             | 枡田繪理奈 | 劉惠雲   |                                      |
| （「表哥家」的顧客） | 松本零士   | 林國雄   | 本人演出銀河鐵道999 漫畫家           |

##### 第8集
| 角色                 | 演員           | 香港配音 | 介紹 |
| 藤堂正彦             | 佐野史郎       | 潘文柏   | 眾議院議員(前任文科大臣)。                                                                                           |
| 藤堂京子             | 森口瑤子       | 梁少霞   | 藤堂正彥之妻，因吃了羊羹而中毒昏迷。                                                                                 |
| 冰室兼次             | 篠井英介       | 陳欣     | 藤堂議員的次要秘書。                                                                                                 |
| 澤渡清志郎           | 白井晃         | 招世亮   | 前科檢所醫師，現為澤渡法科研究所所長，所其發明的檢驗方法能夠更為細緻地檢驗出毒藥成分不同，因而受到斑目事務所的委託。 |
| 西川五郎             | おかやまはじめ | 黃子敬   | 西川鍍金社長，委託人。因被懷疑在羊羹裡下毒而成為被告人，委託斑目事務所一行人辯護。                                   |
| 上杉正信             | 佐藤貢三       |          | 被害人，藤堂議員的首席秘書，因吃了羊羹而中毒身亡。                                                                   |
| 平塚賴長             | 中村まこと     | 張炳強   | 平塚冶金工場社長，藤堂議員同父異母之弟。                                                                             |
| 夕實                 | 緒方かな子     | 林元春   | 銀座俱樂部的老闆娘，藤堂出軌對象。                                                                                   |
| 金子源助             | 原金太郎       | 馮志輝   | 藤堂的支持者。 |
| （「表哥家」的顧客） | ひょっこりはん | 鄧港文   | 本人演出。 |

##### 完結篇
| 角色                 | 演員               | 香港配音 | 介紹                                                                   |
| 久世亮平             | 中島裕翔           | 張裕東   | 委託人，因深信被判處死刑的父親是無辜的，而委託斑目事務所替其父親辯護。 |
| 久世貴弘             | 小林隆             | 張炳強   | 被告，蕎麥麵店老闆。因8年前涉嫌殺害妻子後縱火而兩度被判處死刑。        |
| 内川愛理             | 片桐入             | 黃玉娟   | 富理木火災研究所人員。                                                 |
| 島津八重             | 根岸季衣           | 謝潔貞   | 位於蕎麥麵店租屋處的前房客。                                           |
| 海老沢晋             | 成河               | 鄧志堅   | 位於蕎麥麵店租屋處的前房客，女子中學的教師。                           |
| 中原銀次             | 山本浩司           | 劉奕希   | 前蕎麥麵店店員。                                                       |
| 久世トキ子           | 茅島成美           | 林丹鳳   | 久世亮平的祖母。                                                       |
| 久世直美             | 竹内都子           | 雷碧娜   | 被害人，久世亮平的母親。                                               |
| 犬飼孝               | 佐伯新             | 雷霆     | 檢察官。                                                               |
| 山岡真一             | 小宮浩信（三四郎） |          | 位於蕎麥麵店租屋處的前房客，常潛入其他房客房間偷竊。                   |
| 三村大介             | 三浦大輔           | 陈欣     | 燈油站店長。                                                           |
| 消防員               | 武井壮             |          | 因看到佐田在記者會上的新聞而前去事務所提供消息。                       |
| （「表哥家」的顧客） | 棚橋弘至           | 李鎮然   | 本人出演。                                                             |
| （「表哥家」的顧客） | タイガーマスク     | 麥皓豐   | 本人出演。                                                             |

#### 完全新作SP
| 角色               | 演員              | 香港配音 | 介紹                                 |
| 岡部康行           | 戶次重幸          | 黃啟昌   | 政治家。愛仙市議會議員。北海道出身。 |
| 植木美奈子         | 平岩紙            | 鄭麗麗   | 岡部的秘書。                         |
| 岩城雄介           | 津田寬治          | 潘文柏   | 檢察官。                             |
| 大島浩二           | 兒嶋一哉          | 麥皓豐   | 偷竊內衣事件的疑犯。深山的委託人。   |
| 本田紗子           | FIRST SUMMER UIKA | 魏惠娥   | 偷竊內衣事件的受害者。               |
| 圓谷耕三           | 山西惇            | 翟耀輝   | 工業社長。                           |
| 裁判官             | 關智一            | 招世亮   |                                      |
| 倉持雅夫           | 濱崎貴司          | 李鎮然   | 戶部子開發社長。                     |
| 工藤達也／工藤和也 | 殺陣剛太          | 陳欣     | 與太郎建設社長。                     |
| 輝本富士夫         | 白井光浩          | 梁志達   | 與太郎建設社員。                     |
| 柴田一             | 山口翔悟          |          | 岡部康行的後援會長。                 |
| 近藤純             | 三遊亭遊子        |          | 愛仙市職員。                         |
| 山本貴信           | 澀川清彥          |          |                                      |
| 若月昭三的秘書     | 片山萌美          |          |                                      |
| 高倉建設社員       | 中澤兼利          |          |                                      |
| 東野               | 橋本美和          |          | 南雲的委託人。                       |

## 製作團隊

### SEASON I
- 製作人：瀨戶口克陽、佐野亞裕美
- 導演：木村尚、金子文紀、岡本伸吾
- 編劇：宇田学
- 謎團指導：蒔田光治
- 音樂：井筒昭雄
- 法律顧問：犀川治、國松崇（TBS）[2]、松井正広
- 取材協助：高野隆、宮村啓太、吉田京子、西村朝日法律事務所
- 旁白：石塚運昇
- 主題歌：嵐「Daylight」（ジェイ・ストーム）[3]
- 製作出品：TBS

### SEASON II
- 製作人：瀨戶口克陽、東仲惠吾
- 導演：木村尚、岡本伸吾
- 編劇：宇田学
- 謎團指導：蒔田光治
- 音樂：井筒昭雄
- 法律顧問：國松崇（TBS）、一般社團法人Legal Park
- 警察顧問：石坂隆昌
- 取材協助：高野隆、吉田京子、大平修司、羽田野晶子
- 旁白：石塚運昇
- 主題歌：嵐「Find The Answer」（ジェイ・ストーム）[4]
- 製作出品：TBS

## 各集列表

### SEASON I
- 收視率最高值以紅色表示，收視率最低值以蓝色表示。

| 集數                                                    | 播出日期 | 中文標題                                                                                    | 日文標題 | 導演     | 收視率 | 備註       |
| ------------------------------------------------------- | -------- | ------------------------------------------------------------------------------------------- | -------- | -------- | ------ | ---------- |
| 第1集                                                   | 4月17日  | 刑事專業律師 執著於0.1％真相的打破常規男登場！挑戰無法逆轉勝的事件                          |          | 木村尚   | 15.5%  | 延長25分鐘 |
| 第2集                                                   | 4月24日  | 是正當防衛還是殺人？刻意隱瞞的驚人真相                                                      |          | 木村尚   | 19.1%  | 延長15分鐘 |
| 第3集                                                   | 5月01日  | 消失的1000萬日圓！空白的15年⋯⋯母親與女兒之間的羈絆                                          |          | 金子文紀 | 16.2%  | 不適用     |
| 第4集                                                   | 5月08日  | 永遠無法證明的無根據事件！逆轉勝的手法是？                                                  |          | 金子文紀 | 16.3%  | 不適用     |
| 第5集                                                   | 5月15日  | 佐田是幕後黑手？彼此相關的兩個事件（前篇）                                                  |          | 木村尚   | 18.9%  | 不適用     |
| 第6集                                                   | 5月22日  | 完全堅不可破的證詞！佐田的過去是最後一張王牌（後篇）                                        |          | 岡本伸吾 | 13.3%  | 不適用     |
| 第7集                                                   | 5月29日  | 與完美犯罪者的對決！真正的凶器是隱藏在他心中的圈套                                          |          | 木村尚   | 17.7%  | 不適用     |
| 第8集                                                   | 6月05日  | 深山遭到逮捕！逐漸明朗的衝擊過往                                                            |          | 岡本伸吾 | 18.6%  | 不適用     |
| 第9集                                                   | 6月12日  | 最終回前15分鐘加長版！深山失敗了？華麗家族的悲劇⋯⋯                                          |          | 木村尚   | 16.5%  | 延長15分鐘 |
| 完結篇                                                  | 6月19日  | 今晚是完結篇！斑目團隊挑戰最後的困難事件 注定相遇的宿敵⋯⋯深藏在心中的想法⋯⋯最終決戰要開始了 |          | 木村尚   | 19.1%  | 延長20分鐘 |
| 平均收視率17.2%（收視率由Video Research於關東地區統計） |          |                                                                                             |          |          |        |            |

### SEASON II
- 收視率最高值以紅色表示，收視率最低值以蓝色表示。

| 集數                                                    | 播出日期 | 中文標題 | 日文標題 | 導演     | 收視率 | 備註       |
| ------------------------------------------------------- | -------- | --- | -------- | -------- | ------ | ---------- |
| 第1集                                                   | 1月14日  | 那位打破常規的律師回來了！來自前法官的請求？挑戰不可逆轉的事件                                                             |          | 木村尚   | 15.1%  | 延長25分鐘 |
| 第2集                                                   | 1月21日  | 超過26年的事實！犯人自人間蒸發？水晶引出了父親冤罪的謎團                                                                   |          | 木村尚   | 18.0%  | 延長20分鐘 |
| 第3集                                                   | 1月28日  | 前所未有的出差法庭 法官的想法                                                                                              |          | 木村尚   | 16.2%  | 不適用     |
| 第4集                                                   | 2月4日   | 奇計！在民事法庭中證明刑事案件無罪                                                                                         |          | 木村尚   | 16.8%  | 不適用     |
| 第5集                                                   | 2月11日  | 被歪曲的少年審判 是誰說謊了？                                                                                              |          | 岡本伸吾 | 17.0%  | 不適用     |
| 第6集                                                   | 2月25日  | 舞子的弟弟是殺人犯？原因是姊姊⋯⋯失去的羈絆 真相的關鍵是兩年前的事件！                                                      |          | 木村尚   | 17.0%  | 延長25分鐘 |
| 第7集                                                   | 3月4日   | 逮捕才幹的律師!!終於與法庭全面對決                                                                                         |          | 木村尚   | 17.4%  |            |
| 第8集                                                   | 3月11日  | 首次面臨敗訴！！巧妙的罪...法庭的反擊！！被埋藏的事實是...!?                                                               |          | 岡本伸吾 | 18.0%  |            |
| 完結篇                                                  | 3月18日  | 深山的最後一戰！！絕對不可能的重審要求。相信自己無罪的兒子的眼淚。最強的敵人……受損的法官的秘密計劃！！會不會發生0.1%逆轉？ |          | 木村尚   | 21.0%  | 延長40分鐘 |
| 平均收視率17.6%（收視率由Video Research於關東地區統計） |          | |          |          |        |            |

### 完全新作SP 全新的相遇篇
| 集數                                     | 播出日期       | 中文標題 | 日文標題 | 導演       | 收視率 | 備註 |
| ---------------------------------------- | -------------- | -------- | -------- | ---------- | ------ | ---- |
| ～映画公開前夜祭～                       | 2021年12月29日 |          |          | 木村ひさし | 13.9%  |      |
| （收視率由Video Research於關東地區統計） |                |          |          |            |        |      |

## 外部連結
SEASON I
- 99.9 -刑事専門弁護士 SEASON I - TBS（页面存档备份，存于）（日語）
- 99.9 不可能的翻案 （页面存档备份，存于） - 緯來日本台（中文）
- SEASON I - テレビドラマデータベース（日語）
- 互联网电影数据库（IMDb）上《99.9 Criminal Lawyer》的资料（英文）
- 99.9 -刑事専門弁護士 SEASON I的X（前Twitter）

SEASON II
- 99.9 -刑事専門弁護士 SEASON II - TBS（页面存档备份，存于）（日語）
- 99.9 不可能的翻案II （页面存档备份，存于） - 緯來日本台（中文）
- SEASON II - テレビドラマデータベース（日語）（页面存档备份，存于）
- 互联网电影数据库（IMDb）上《99.9 Criminal Lawyer》的资料（英文）
- 99.9 -刑事専門弁護士 SEASON II的X（前Twitter）
- 99.9 -刑事專門律師-的Instagram帳戶
- 【公式】『99.9』的TikTok
- YouTube上的99.9Tube頻道

特別篇
- 99.9-刑事専門弁護士- 完全新作SP新たな出会い篇 - TBS （页面存档备份，存于）（日語）
- Yahoo奇摩電影上《99。9 刑事專門律師 特別篇：新的相遇篇 (2022)》的資料（繁體中文）

電影版
- 映画『99.9-刑事専門弁護士-THE MOVIE』公式サイト （页面存档备份，存于）
- 99.9-刑事専門弁護士- THE MOVIE - allcinema （页面存档备份，存于）
- 99.9 刑事専門弁護士 THE MOVIE - KINENOTE （页面存档备份，存于）
- 99.9-刑事専門弁護士- THE MOVIE - MOVIE WALKER PRESS （页面存档备份，存于）
- 互联网电影数据库（IMDb）上《99.9 Criminal Lawyer: The Movie》的资料（英文）
- Yahoo奇摩電影上《電影版 99.9 不可能的翻案》的資料（繁體中文）
- WMOOV電影上《電影版 99.9 不可能的翻案 （页面存档备份，存于）》的資料（中文）
- 開眼電影網上《電影版 99.9 不可能的翻案》的資料（繁體中文）
- 電影版 99.9不可能的翻案 - 東森電影

## 節目變遷
| 日本 TBS電視台 日曜劇場                | 日本 TBS電視台 日曜劇場                                  | 日本 TBS電視台 日曜劇場                |
| -------------------------------------- | -------------------------------------------------------- | -------------------------------------- |
|                                        | 99.9 -刑事專門律師- （2016.04.17 - 2016.06.19）          |                                        |
| 家族的形式 （2016.01.17 - 2016.03.20） | 仰望師恩 （2016.07.17 - 2016.09.11）                     |                                        |
| 日本 TBS電視台 日曜劇場                |                                                          |                                        |
| 陸王 （2017.10.15 - 2017.12.24）       | 99.9 -刑事專門律師- SEASON Ⅱ （2018.01.14 - 2018.03.18） | 黑色止血鉗 （2018.04.22 - 2018.06.24） |

| 緯來日本台 週一至週五 22:00 - 23:00    | 緯來日本台 週一至週五 22:00 - 23:00         | 緯來日本台 週一至週五 22:00 - 23:00 |
| -------------------------------------- | ------------------------------------------- | ----------------------------------- |
|                                        | （2016年7月4日－7月15日）                   |                                     |
| （2016年6月17日－7月1日）              | （2016年7月18日－7月29日）                  |                                     |
| 緯來日本台 週六 22:00 - 23:00          |                                             |                                     |
| 未知                                   | （2018年1月20日－3月24日）                  | 未知                                |
| 緯來日本台 週一至週五 22:00 - 23:00    |                                             |                                     |
| 將棋少女的法庭攻略 （2025年7月21日－） |99.9刑事專門律師 Ⅰ+Ⅱ+特別篇（99.9 不可能的翻案） （重播） （2025年7月31日－） | —                                   |

| 香港 無綫電視J2 星期六 22:45/22:50 - 23:45/23:50 及 星期日22:35 - 23:35 · 10月29日 22:45 - 00:15 · 10月30日及11月26日 22:45 - 00:05 · 11月6日 22:45 - 23:45 · 11月27日 22:35 - 00:05 | 香港 無綫電視J2 星期六 22:45/22:50 - 23:45/23:50 及 星期日22:35 - 23:35 · 10月29日 22:45 - 00:15 · 10月30日及11月26日 22:45 - 00:05 · 11月6日 22:45 - 23:45 · 11月27日 22:35 - 00:05 | 香港 無綫電視J2 星期六 22:45/22:50 - 23:45/23:50 及 星期日22:35 - 23:35 · 10月29日 22:45 - 00:15 · 10月30日及11月26日 22:45 - 00:05 · 11月6日 22:45 - 23:45 · 11月27日 22:35 - 00:05 |
| --- | --- | --- |
| | （2016.10.29 - 2016.11.27） | |
| （2016.09.17 - 2016.10.23） | （2016.12.03 - 2016.12.25） | |
| 星期日 23:05 - 00:05 2月25日、3月4日、4月1日、4月15日 23:05 - 00:35 4月22日23:05 - 01:00                                                                                             | | |
| 網戰 （2018.02.18） | （2018.02.25 - 2018.04.22） | 不眠的真珠 （2018.04.29 - 2018.05.06） |

| 公視台語台 週六 21:00連播兩集(台語配音) | 公視台語台 週六 21:00連播兩集(台語配音) | 公視台語台 週六 21:00連播兩集(台語配音) |
| --------------------------------------- | --------------------------------------- | --------------------------------------- |
|                                         | 第一季 （2022年6月11日－）              |                                         |
| —                                       | —                                       |                                         |